# Mesopteryx robusta
Mesopteryx robusta är en bönsyrseart som beskrevs av Wood-mason 1882. Mesopteryx robusta ingår i släktet Mesopteryx och familjen Mantidae. Inga underarter finns listade i Catalogue of Life.